# Histodermella australis
Histodermella australis är en svampdjursart som beskrevs av Arthur Dendy 1924. Histodermella australis ingår i släktet Histodermella och familjen Coelosphaeridae.
Artens utbredningsområde är havet kring Nya Zeeland. Inga underarter finns listade i Catalogue of Life.